# 中村乡 (三明市)
中村乡是中国福建省三明市三元区下辖的一个乡。

## 行政区划
中村乡共辖18个行政村，分别是：
中村村、埔头城村、南坑村、居阳村、松阳村、前村村、张坑村、米洋村、吉峰村、大焙坑村、蕉坑村、坑源村、顶太村、草洋村、筠竹村、杜水村、回瑶村、白水村。